# Grupo Zeta
El Grupo Zeta és un grup de comunicació amb seu a Barcelona i fundat el 1976 per Antonio Asensio Pizarro. Entre 2009 i 2019 el va presidir Antonio Asensio Mosbah. Des de 2015 fins 2019 Agustín Cordón fou el conseller delegat. El 2019 el va comprar el grup Prensa Ibérica.

## Història
El març de 2009 va signar un crèdit sindicat de 245 milions d'euros amb 24 entitats financeres. Per això, va tancar revistes com Tiempo, Interviú o Primera Línea, i va reduir la plantilla d'El Periódico i de Sport. L'abril de 2019 Grupo Zeta va ser comprat pel grup Prensa Ibérica. D'aquesta manera, el comprador va assumir 30 milions d'euros del deute del Grupo Zeta. L'abril de 2020 es va anunciar que el grup Prensa Ibérica-Zeta va presentar ERTOs en diverses capçaleres como ara El Periódico de Catalunya.

## Empreses del grup

### Diaris
- Ciudad de Alcoy
- El Periòdic d'Andorra
- El Periódico de Catalunya
- El Periódico Mediterráneo
- Sport
- Diario Córdoba
- El Periódico de Aragón
- El Periódico de Extremadura
- La Crónica de Badajoz
- La Crónica de Plasencia
- Diario Equipo, actualment no s'edita

### Revistes
- Aqua
- Autohebdo Sport
- Cuore
- Cuorestilo
- Digital Camera
- Interviú
- Man
- PlayStation Revista Oficial
- Primera Línea
- Sigma
- Super Auto
- Super Juegos Xtreme
- Tiempo
- Todo Rallyes
- Viajar
- Windows Revista Oficial
- Woman
- You

### Portals d'internet
- RedAragon
- Redextremadura

### Altres empreses
- Ediciones B
- Zeta Bolsillo
- Zeta Multimedia
- Zeta Digital
- Zeta Gestión de Medios
- Zeta Audiovisual
- Gráficas de Prensa Diaria
- ISO, màrqueting de clubs esportius
- General Risk
- On Pictures
- ZetaGames
- Zoom Ediciones